# Zollinger-Ellisons syndrom
Zollinger-Ellisons syndrom är en ovanlig endokrin sjukdom orsakad av en eller flera gastrinproducerande tumörer, vanligen belägna i bukspottkörteln och ibland även i tolvfingertarmen (duodenum). De höga nivåerna av hormonet gastrin leder till en överproduktion av saltsyra i magsäcken vilket orsakar återkommande magsår och kan även ge diarré.
Behandlingen är kirurgisk borttagning av tumören alternativt medicinsk behandling med protonpumpshämmare som sänker saltsyraproduktionen. Tumören kan i vissa fall sprida sig till lever och närliggande lymfknutor. Nästan hälften av tumörerna är elakartade  och kan ge upphov till metastaser.